# Eunymphicus uvaeensis
Il parrocchetto di Uvea (Eunymphicus uvaeensis) è un uccello della famiglia degli Psittaculidi, endemico dell'isola di Ouvèa ,isola facente parte delle Isole della Lealtà (Nuova Caledonia).
Tale specie, caratterizzata dal becco nero e dal piumaggio verde , è minacciato a causa della selvaggia deforestazione.